# Cytherea albolineata
Cytherea albolineata är en tvåvingeart som först beskrevs av Mario Bezzi 1925.  Cytherea albolineata ingår i släktet Cytherea och familjen svävflugor. Inga underarter finns listade i Catalogue of Life.